# Храм Каласасайя
16°33′18″ пд. ш. 68°40′25″ зх. д. / 16.555° пд. ш. 68.67361111° зх. д.

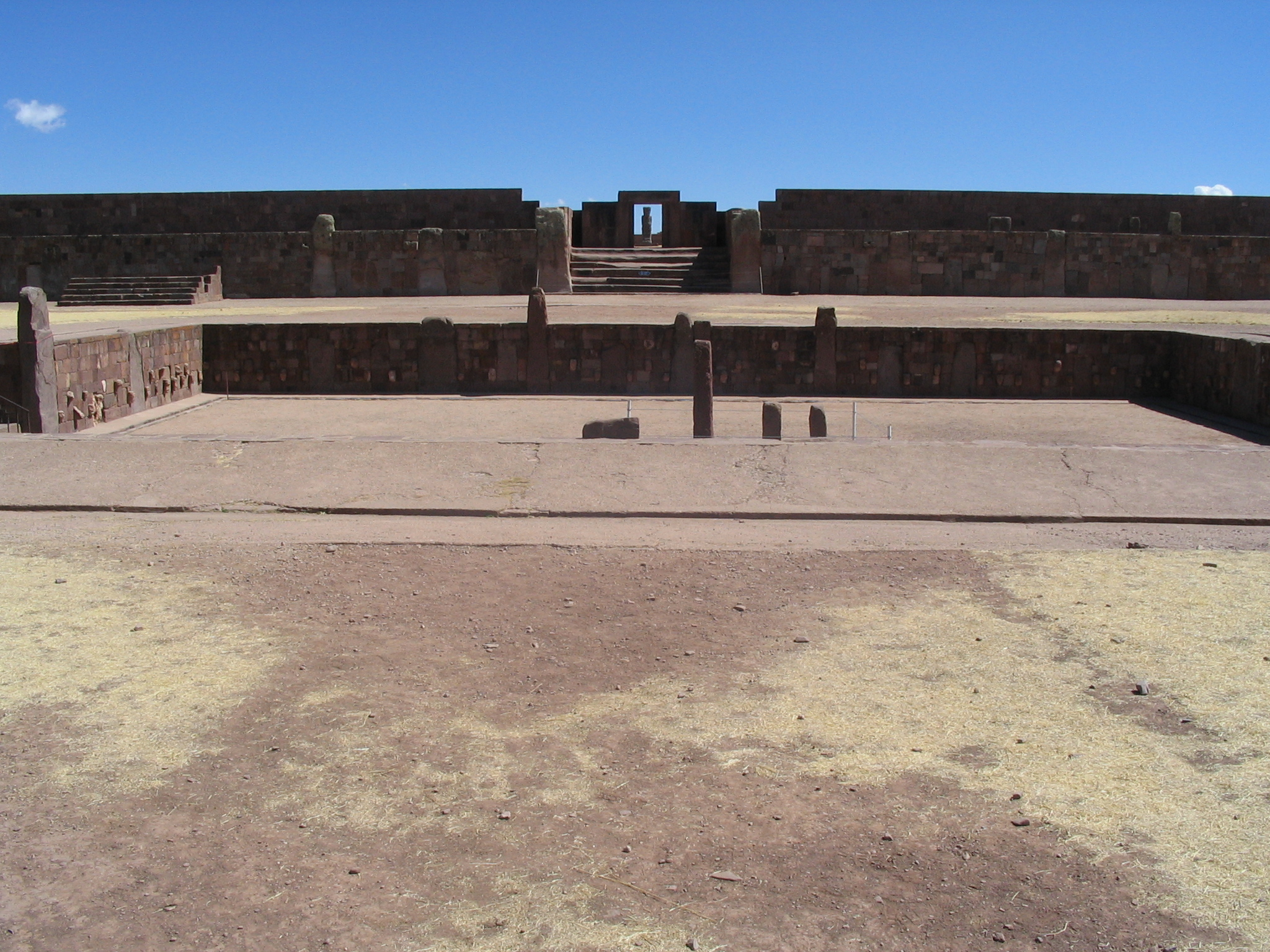
Храм Каласасайя

Храм Каласасайя (від  калу  —  камінь  і  Сая  або  sayasta  —  стоїть ) або Храм каменів, що стоять — стародавній храм на території великого центру  археологічних розкопок доколумбійської цивілізації Тіуанако в  Болівії. Імовірно храм Каласасайя, як і весь комплекс Тіуанако, належить до періоду з 200 року до нашої ери по 200 рік нашої ери.
З 2000 р. входить до складу  Всесвітньої спадщини ЮНЕСКО.
Загальна площа споруди складає 1,47 гектара при довжині 126 і ширині 117 метрів. Велика частина споруди знаходиться нижче рівня землі, тому в сам храм ведуть сходи з 6 сходинками, висічена з суцільного каменю. По боках храму розташовується 14 напівпідземних кімнат, по 7 штук з кожного боку. Там же знаходяться Ворота Сонця.
Храм Каласасайя використовувався для  астрономічних спостережень: відомо, що за допомогою вертикальних стовпів і сонця можна було встановити поточну дату 365-денного року з точністю до дня. Під час весняного і осіннього  рівнодень (тобто 21 березня і 21 вересня відповідно) сонячне світло походило точно через центр головних воріт храму. Це дозволяє з упевненістю говорити про те, що цивілізація Тіуанако відмінно розбиралася в  астрономії.